# بطولة ويمبلدون 1892
قائمة ببطولات ويمبلدون لسنة 1892:

## فردي رجال
ويلفرد باديلي هزم  جوشوا بيم. النتيجة: 4-6 6-3 6-3 6-2

## فردي سيدات
لوتي دود هزمت  بلنشي بيجالي. النتيجة: 6-1, 6-1